# رابرت لیستر تورنتون
رابرت لیستر تورنتون (انگلیسی: Robert Lyster Thornton؛ زاده ۲۹ نوامبر ۱۹۰۸ درگذشته ۲۸ سپتامبر ۱۹۸۵) یک فیزیک‌دان اهل ایالات متحده آمریکا بود.